# Tuk Vojni
Tuk Vojni es una localidad de Croacia en el municipio de Mrkopalj, condado de Primorje-Gorski Kotar.

## Geografía
Se encuentra a una altitud de 864 m s. n. m. a 126 km de la capital nacional, Zagreb.

## Demografía
En el censo 2011 el total de población de la localidad fue de 28 habitantes.
| Gráfica de población de Tuk Vojni 1857-2011                         |
|                                                                     |
| Según los censos de población de la oficina estadística de Croacia. |